# Requiem of Snow
Requiem of Snow, 2005, är en film skriven av kurderna Sholeh Shariati och regisserad av Jamil Rostami från östra Kurdistan.
Det är den första filen som fått representera Irak i kategorin Utländsk film på Oscarsgalan.

## Priser
1. Best Director Award, 8th Olympia International Film Festival for Chirdren and Young People, 2005, Greece.
2. Crystal Simorgh Award, Best Director, Fajr Film Festival, 2005, Iran.